# Crosstown Line

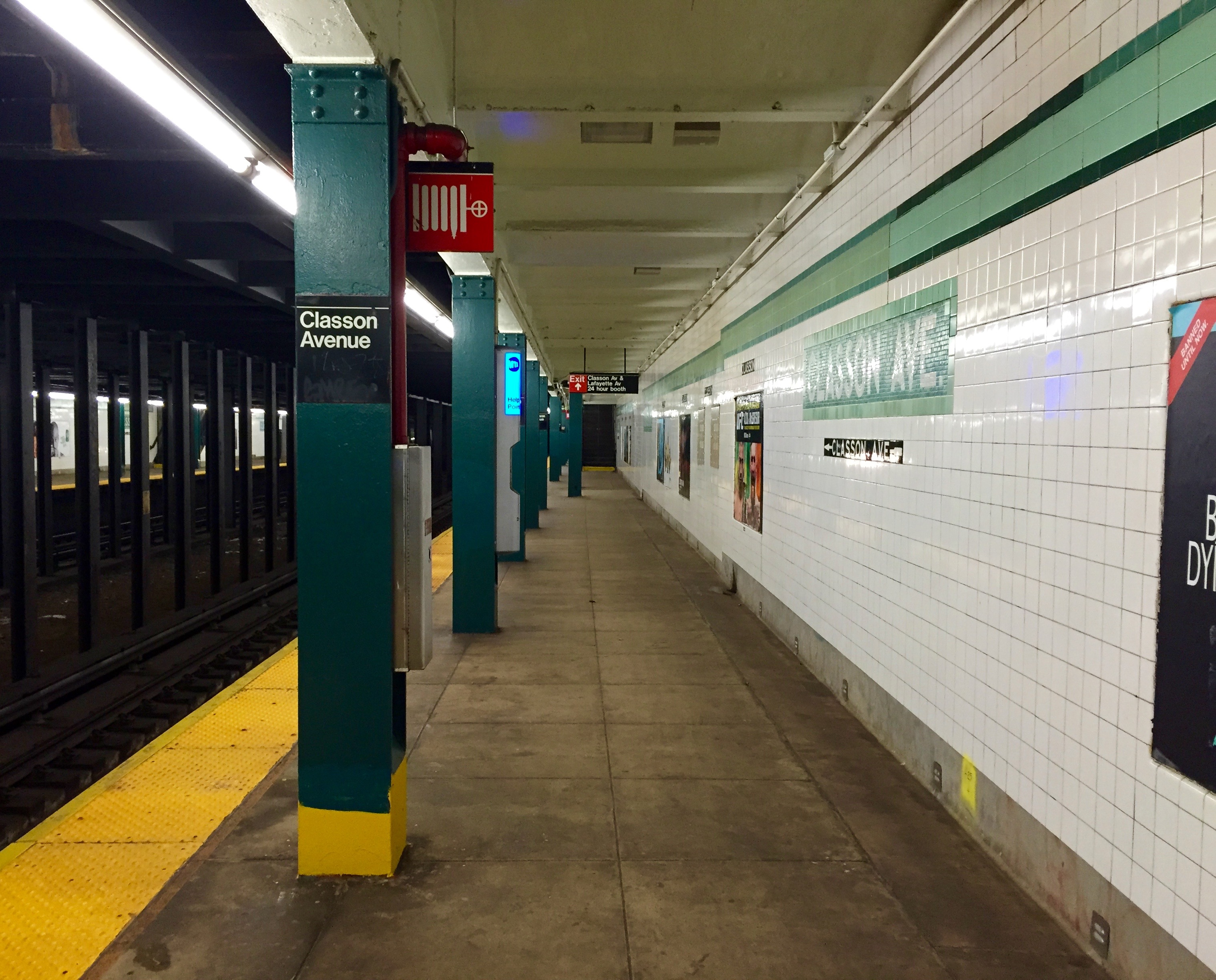
Perron G-trein richting Queens in het metrostation Classon Avenue

De Crosstown Line is een metrolijntraject van de New York City Subway gelegen in de boroughs Brooklyn en Queens van New York. Het traject verbindt het noordwesten van Queens met het westen van Brooklyn.
De buurten Long Island City in Queens, en Greenpoint, Williamsburg, Bedford-Stuyvesant, Clinton Hill, Fort Greene en Downtown Brooklyn in Brooklyn worden met het metrolijntraject van de Crosstown Line bediend. 
Het hele traject wordt met een lokale dienst verzorgd door de G-trein, die vervolgens in Brooklyn verder zuidwaarts rijdt langs de Culver Line. 

## Geschiedenis
De eerste plannen voor een verbinding van de verstedelijkte kernen van Queens en Brooklyn dateerden reeds uit 1912. In 1923 werden deze concreter onder aansturen van de Brooklyn-Manhattan Transit Corporation (BMT). Hun uitwerking van de plannen stootte op verzet van burgemeester John F. Hylan en inwoners van de betrokken wijken in Brooklyn omdat de BMT uit kostefficiëntie stond op een aanleg als verhoogde lijn, met viaducten boven de betrokken straten, wat veel extra lawaaihinder voor de betrokken gebieden ging meebrengen. Hierdoor werd een opening gecreëerd om het project door te schuiven naar het nieuwe stadsbedrijf van het Independent Subway System (IND). Op basis van nieuwe plannen werd het project IND gegund in 1928 en opende de eerste, noordelijke sectie als aftakking van de Queens Boulevard Line in 1933. De volledige lijn, tot aan de intersectie met de Culver Line werd afgewerkt in 1937.

## Stations
Met het pictogram van een rolstoel zijn de stations aangeduid die ingericht zijn in overeenstemming met de Americans with Disabilities Act van 1990.
| Station                              |  | Dienst | Opmerkingen                                      |
| ------------------------------------ |  | ------ | ------------------------------------------------ |
| Long Island City-Court Square        |  |        | Overstap (Flushing Line) (Queens Boulevard Line) |
| 21st Street                          |  |        |                                                  |
| Greenpoint Avenue                    |  |        |                                                  |
| Nassau Avenue                        |  |        |                                                  |
| Lorimer Street / Metropolitan Avenue |  |        |                                                  |
| Broadway                             |  |        |                                                  |
| Flushing Avenue                      |  |        |                                                  |
| Myrtle-Willoughby Avenues            |  |        |                                                  |
| Bedford-Nostrand Avenues             |  |        |                                                  |
| Classon Avenue                       |  |        |                                                  |
| Clinton-Washington Avenues           |  |        |                                                  |
| Fulton Street                        |  |        |                                                  |
| Hoyt-Schermerhorn Streets            |  |        | Overstap (Fulton Street Line)                    |

 ·  ·  ·  ·  ·  ·  ·  ·  · 